# Hemiptarsenus unguicellus
Hemiptarsenus unguicellus är en stekelart som först beskrevs av Zetterstedt 1838.  Hemiptarsenus unguicellus ingår i släktet Hemiptarsenus och familjen finglanssteklar. Arten är reproducerande i Sverige. Inga underarter finns listade i Catalogue of Life.